# Hans Robert Jauss
Hans Robert Jauss, né le 12 décembre 1921 à Göppingen et mort le 1er mars 1997 à Constance, est un historien et théoricien allemand de la littérature française connu pour sa théorie de la réception. Pendant la Seconde Guerre mondiale, il fut officier de la Waffen-SS (Division Charlemagne). Il enseignait à l'Université de Constance et est un des principaux représentants de l'École de Constance.

## Œuvre
Jauss s'est principalement fait connaitre dans son pays en 1967 par un essai intitulé L'histoire de la littérature : un défi à la théorie littéraire. En 1978, cet essai et cinq autres (dont Petite apologie de l'expérience esthétique, 1972, et La modernité dans la tradition littéraire et la conscience d'aujourd'hui, 1974) ont été traduits en français et compilés dans un ouvrage intitulé Pour une esthétique de la réception.
Reprenant les enseignements de Hans-Georg Gadamer et affinant peu à peu la théorie herméneutique, Jauss propose l'usage d'une « triade » herméneutique pour l'étude des œuvres :
1. l'interprétation du texte où il faut réfléchir, rétrospectivement et trouver les significations ;
2. la reconstruction historique, où l'on cherche à comprendre l'altérité portée par le texte ;
3. la compréhension immédiate du texte, de sa valeur esthétique et de l'effet que sa lecture produit sur soi-même.

L'herméneute qui utilise ce modèle s'implique donc particulièrement dans l'étude et tente de comprendre la valeur novatrice de l'œuvre.

## Publications
- Petite Apologie de l'expérience esthétique, Allia, 2007.
- Théories esthétiques après Adorno, Actes Sud, 1992 (textes édités et présentés par Rainer Rochlitz).
- Pour une herméneutique littéraire, Gallimard, 1988.
- Théorie des genres (recueil de textes de Tzvetan Todorov, Karl Viëtor, Hans Robert Jauss, Robert Scholes, Gérard Genette, Wolf Dieter Stempel, Jean-Marie Schaeffer), Seuil, Points Essais, 1986.
- Pour une esthétique de la réception, Gallimard, 1978 ou coll. Tel, 1990.